# Augustanasynoden
Augustanasynoden var det svenska Evangelisk-lutherska trossamfundet i USA 1860-1962. Augustana kommer av Confessio Augustana, latin för Augsburgska trosbekännelsen, och synod är en kyrklig sammanslutning.
De lutherska emigranterna till USA hade redan på 1840-talet börjat bilda egna församlingar, Lars Paul Esbjörn var en av de tidiga organisatörerna. Då amerikanska lutherska församlingar 1851 bildade norra Illinoissynoden, anslöt sig de församlingar där Esbjörn verkade. 1852 inkallades Tuve Hasselquist från Sverige, och under hans ledning växte snart de svenska församlingarna i antal och storlek. Snart uppkom dock konflikter på grund av den obestämdhet som rådde i bekännelsefrågor inom Illinoissynoden. Konflikten förvärrades av att Lars Paul Esbjörn, som innehade den skandinaviska teologiska professuren vid synodens läroverk i Springfield, råkade i konflikt med institutionen och tog avsked.
År 1860 utträdde de skandinaviska lutherska församlingarna ur Illinoissynoden, där de utgjort en betydande fraktion och bildade en egen synod, som efter Augsburgska bekännelsen kallades Skandinaviska evangelisk-lutherska Augustanasynoden i Nordamerika. Efter åtskilliga konflikter utträdde de norska församlingarna 1870 ur synoden och bildade en egen synod, och i samband med det ändrades namnet till Svenska evangelisk-lutherska Augustanasynoden i Nordamerika. 1870 inträdde man även i The general council of the evangelical Lutheran churches of America. Man avböjde dock 1918 att ingå i United Lutheran church of America.
Organisationen såg sig som en "dotterkyrka" till Svenska kyrkan och antog (enligt uppgifter från 1936) 1917 års kyrkobibel, använde 1819 års psalmbok och Svenska kyrkans handbok för liturgin.
I april 1925 lämnade en kommitté bestående av C.W. Foss, I.O. Nothstein, E.E. Olson, E.E. Ryden, C.J. Södergren och C.A. Wendell ifrån sig sitt förslag till ny psalmbok inklusive gudstjänstordningar, "The Hymnal and Order of Service", vilken auktoriserades av synoden och trycktes 1927. Boken omfattar 682 numrerade psalmer varav 119 anges i förordet vara översättningar från svenska psalmer.
1936 omfattade synoden 1 217 församlingar med ca 250 000 kommunikanter. Församlingarna bildade distrikt (jämför kontrakt i Svenska kyrkan) i 13 konferenser som i sin tur utsåg representanter till ett årligt synodmöte.
Synoden drev Augustana College i Rock Island, Illinois, ett prästseminarium och läroverk.

Vissa av konferenserna drev egna läroverk, till exempel: 
- Gustavus Adolphus College i St. Peter, Minnesota
- Bethany College i Lindsborg, Kansas (många svenska immigranter bosatte sig här)

Synoden drev dessutom ett eget förlag, Augustana Book Concern i Rock Island, Illinois.

Organisationen gav ut de svensk-amerikanska tidningarna Augustana, Prärieblomman och den engelskspråkiga The Lutheran Companion.
År 1962 slogs Augustanasynoden samman med några andra lutherska samfund och bildade Lutheran Church in America (LCA). År 1988 uppgick LCA i sin tur i Evangelical Lutheran Church in America (ELCA).

## Ledare för Augustanasynoden
- Tuve Hasselquist, synodens grundare och förste president
- Lars Paul Esbjörn
- Eric Norelius
- G.A. Brandelle
- P.O. Bersell, tillträdde som dess president 1935